# Landelijke fietsroute 4
De Midden-Nederlandroute of LF4 is een LF-route in het midden van Nederland tussen Den Haag en Enschede, een route van ongeveer 300 kilometer.  
Het fietspad loopt door de provincies Zuid-Holland, Utrecht, Gelderland en Overijssel en voert door een aantal karakteristieke Nederlandse landschappen.
De route is van Den Haag naar Enschede genummerd als LF4a en van Enschede naar Den Haag als LF4b.
Voor de ontwikkeling van de icoonroutes sloot de route aan op diverse voormalige LF-routes, zoals de LF2, LF7, LF8, LF11, LF15 en LF27. De routes zijn echter komen te vervallen.

## Traject
Deze route is tussen Den Haag en Borculo een onderdeel van het EuroVelo-netwerk als de EV2 Hoofdstedenroute. Ook is ze onderdeel van de Euroroute R1, bij de grens met Duitsland sluit de route aan op D3 - Europafietsroute R1.
De route start in Den Haag waar kan worden aangesloten op de EuroVelo EV12 Noordzeeroute en de LF Kustroute. Na Den Haag - waar de regering zetelt - komt de route door de Duivenvoordse Polder en de Veenzijdse Polder. Daarna gaat het langs Landgoed De Horsten. De route gaat onderlangs natuurgebied Vlietlanden en komt ook langs de Zoetermeerse Plas.
In Boskoop kruist de route het riviertje Gouwe en gaat door de polders richting de Oude Rijn. Deze wordt een heel stuk gevolgd, tot Houtdijken.
De route komt langs Kasteel de Haar bij Haarzuilens. Na de kruising met de Alendorperwetering gaat de route door de stad Utrecht en kruist ze de LF9 NAP-route. Iets zuidelijker bij de wijk Overvecht kruist de route de LF Waterlinieroute en komt daarbij langs het Fort bij Rijnauwen.
De route volgt kort de Kromme Rijn en buigt dan af naar Zeist en komt bij de Utrechtse Heuvelrug.
In de omgeving van Wijk bij Duurstede voegt de EuroVelo EV15 Rijnroute zich bij de route. Hier komt de route langs diverse landgoederen, waaronder Kasteel Sandenburg.
Bij Amerongen gaat de route door natuurgebied Amerongse Bos en volgen enkele klimmetjes op de Utrechtse Heuvelrug, te weten de Galgenberg, de Elsterberg en de Sparreboomsche Berg. Door natuurgebied Plantage Willem III worden Rhenen en de Nederrijn bereikt.
Na Rhenen volgt de klim van de Laarsenberg en gaat de route om Ouwehands Dierenpark heen. De route volgt het Valleikanaal en steekt dit over aan de voet van de Grebbeberg. Hier ligt ook het Hoornwerk aan de Grebbe, onderdeel van de Grebbelinie. Vanaf hier volgt de route de Nederrijn door natuurgebied Uiterwaarden Neder-Rijn. De route bereikt de provincie Gelderland en voert onderlangs de Wageningse Berg en verlaat daarna de rivier. Ze komt voorbij landgoed Keijenberg. Na afdaling van de Noordberg is ze terug in de uiterwaarden en volgt een stuk van de Fonteinallee en Kasteel Doorwerth. De route beklimt de Holle Weg (parallel aan de bekendere Italiaanseweg).
Vlak voor Arnhem komt de route langs Landgoed Mariëndaal en in de stad verlaat de EV15 de route. In Arnhem komt de route langs Park Klarenbeek. 
De route komt in Rozendaal langs Kasteel Rosendael en voert het Nationaal Park Veluwezoom in. 
Na Rozendaal volgt de klim van de Boerenallee en gaat de route door het Rozendaalse Bos en langs het Rozendaalsche veld. Op een hoogte van 103 meter gaat de route over de Tafelberg en langs de Posbank. Er is zicht op het Herikhuizerveld.
Door de Veluwezoom komt de route langs de Carolinahoeve en langs het landgoed Hof te Dieren. Via de Elsberg verlaat de route bij Laag-Soeren de bossen.
Met het veer over de IJssel gaat de route kort parallel met de LF3 Hanzeroute die bij Brummen mee de IJssel oversteekt.
Nu volgt de route kort de Uiterwaarden van de IJssel. Na Wichmond kruist de route enkele malen de Baakse Beek en komt langs Kasteel Hackfort.
Na Vorden komt de route voorbij Het Enzerinck en door natuurgebied Grote Veld.
De route komt bij Barchem onderlangs de Kale Berg. Even verderop wordt kort de rivier Groenlose Slinge gevolgd tot deze uitmondt in de Berkel.
De route volgt kort de Bolksbeek. Na de Needse Berg kruist de route de Buursebeek en komt ze in de provincie Overijssel. Nu volgen de natuurgebieden Lankheet en Buurserzand & Haaksbergerveen. Vlak voor eindpunt Enschede gaat de route over het Twentekanaal en langs het Kristalbad. Ook komt ze langs de Universiteit Twente en landgoed Hof Espelo alvorens te eindigen bij Station Enschede.
In eindpunt Enschede kan worden aangesloten op de LF14 Saksenroute.
Tussen Enschede en Arnhem is de route onderdeel van de LF Ronde van Nederland.

## Aansluitingen met Europese routes
- De gehele route is van Den Haag tot Borculo onderdeel van de EuroVelo EV2 Hoofdstedenroute.
- In Den Haag kan worden aangesloten op de EuroVelo EV12 Noordzeeroute.
- Tussen Wijk bij Duurstede en Arnhem loopt de route parallel met de EuroVelo EV15 Rijnroute.

## Aansluitingen met andere LF- of icoonroutes
- In Den Haag kan worden aangesloten op de LF Kustroute.
- In Utrecht kruist de route de LF9 NAP-route.
- In de wijk Overvecht van Utrecht kruist de route de LF Waterlinieroute.
- In Wijk bij Duurstede kan worden aangesloten op de LF17 Rijndeltaroute.
- In Brummen kruist de route de LF3 Hanzeroute.
- In Enschede kan worden aangesloten op de LF14 Saksenroute.

## Aansluitingen met regionale routes
- Op elk willekeurig punt kan gebruik worden gemaakt van het fietsroutenetwerk ter plaatse.
- Door bij Borculo naar Groenlo te fietsen kan worden aangesloten op de Arfgoodroute en de Fietsroute 80-jarige oorlog.